# 大阪大学超高圧電子顕微鏡センター
大阪大学 超高圧電子顕微鏡センター（ちょうこうあつでんしけんびきょうセンター、Research Center for Ultra-High Voltage Electron Microscopy, Osaka University）は、大阪府に所在する大阪大学の学内共同教育研究施設。超高圧電子顕微鏡を有する。

## 概要
常用300万ボルトの世界最高加速電圧を持つ電子顕微鏡を有していて、国内外の研究者に開放されている。

## 立地等
所在地
- 大阪府茨木市美穂ヶ丘7-1

大阪大学吹田キャンパス内
アクセス
- バス
  - 「阪大本部前」停留所（阪急バス・近鉄バス）
- 鉄道
  - 「北千里駅」（阪急千里線）
  - 「阪大病院前駅」（大阪モノレール彩都線）